# کوهک (سراوان)
کوهک، روستایی در دهستان کوهک بخش مهرگان شهرستان سراوان در استان سیستان و بلوچستان ایران است.
این روستا شرقی ترین نقطهٔ ایران و استان سیستان و بلوچستان از لحاظ مختصات جغرافیایی و مسکونی بودن است.
این روستا، مرکز دهستان کوهک است.

## ویژگی‌ها
شهرستان سراوان به دلیل داشتن کوهک به عنوان شرقی‌ترین نقطه ایران و اولین روستا در ایران که خورشید در آن طلوع می‌کند، به سرزمین آفتاب نیز معروف است. کوهک شرقی‌ترین روستای ایران و نزدیک به مرز پاکستان است و همچنین جاده ۹۲ از این روستا می‌گذرد.

## جمعیت
بر پایه سرشماری عمومی نفوس و مسکن در سال ۱۳۹۵، جمعیت این روستا برابر با ۳٬۲۰۱ نفر (۷۹۳ خانوار) بوده‌است.